# José Carlos Coelho
José Carlos Coelho (Batatais, 9 de janeiro de 1936 – Bauru, 21 de outubro de 2017), mais conhecido como Zé Carlos, foi um futebolista brasileiro que atuava como meia-atacante.
É o maior artilheiro da história do Noroeste, com 129 gols.

## Carreira

### Jogador
Em 1955, vindo do Vasquinho da Vila Matilde, time da várzea paulistana, ingressou na Portuguesa de Desportos, seu primeiro time profissional. Na Lusa, atuou ao lado de grandes craques como Djalma Santos e Brandãozinho. No total, disputou 64 partidas e marcou 22 gols pelo clube.
Teve uma curta passagem pelo futebol paranaense em 1957, quando foi emprestado ao Londrina, e em meados de 1960 transferiu-se para o Noroeste de Bauru.
Jogou pelo Noroeste entre 1960 e 1967, onde disputou 286 partidas e marcar 129 gols pelo clube, um recorde histórico. Fez história ao ser o primeiro jogador a marcar no estádio Alfredo de Castilho, em 5 de junho de 1960, na vitória do Noroeste sobre o Palmeiras, em jogo amistoso, por 3 a 2.
Em 1967, o meia-atacante, retornou a São Paulo para defender o Juventus.
Em 1968, o meia foi emprestado ao Araçatuba, onde disputou, sem sucesso, as finais da Segunda Divisão do Paulistão daquele ano.
Em 1970, encerrou a carreira no Garça, onde iniciou a carreira de treinador.
Em 2010, foi eleito na seleção de todos os tempos do Noroeste, promovida pela rádio 94FM.

### Fora dos campos
Foi treinador do Sãocarlense, a Santacruzense e do próprio Noroeste, onde ficou conhecido como "o eterno interino". Quase decolou na carreira em 1972, quando foi efetivado no time bauruense, mas não teve sequência na carreira de treinador.
Comandou por três vezes o Garça.
Após deixar os campos, foi funcionário da Semel - Secretaria Municipal de Esportes e Lazer de Bauru.

## Morte
Zé Carlos faleceu no dia 21 de outubro de 2017, aos 81 anos, na Vila Alpina, Bauru, vítima de câncer.